# Kate Richardson-Walsh
Kate Richardson-Walsh (née le 9 mai 1980 à Withington (Angleterre)) est une joueuse de hockey sur gazon britannique, membre de l'équipe de Grande-Bretagne de hockey sur gazon féminin. 
Avec la Grande-Bretagne, elle est médaillée de bronze aux Jeux olympiques d'été de 2012 à Londres puis sacrée championne olympique en 2016 à Rio de Janeiro.
Elle est mariée depuis 2013 à la joueuse de hockey sur gazon Helen Richardson-Walsh, elle aussi membre de l'équipe de Grande-Bretagne de hockey sur gazon féminin, ce qui fait d'elles le premier couple marié de même sexe de l'histoire à remporter un titre olympique comme membre de la même équipe, ainsi que le premier couple britannique à remporter un titre comme membre de la même équipe depuis 1920. Elle est aussi la belle-sœur du joueur néerlandais de hockey sur gazon Taeke Taekema.